# Liophis festae
Liophis festae là một loài rắn trong họ Rắn nước. Loài này được Peracca mô tả khoa học đầu tiên năm 1897.